# 防災訓練

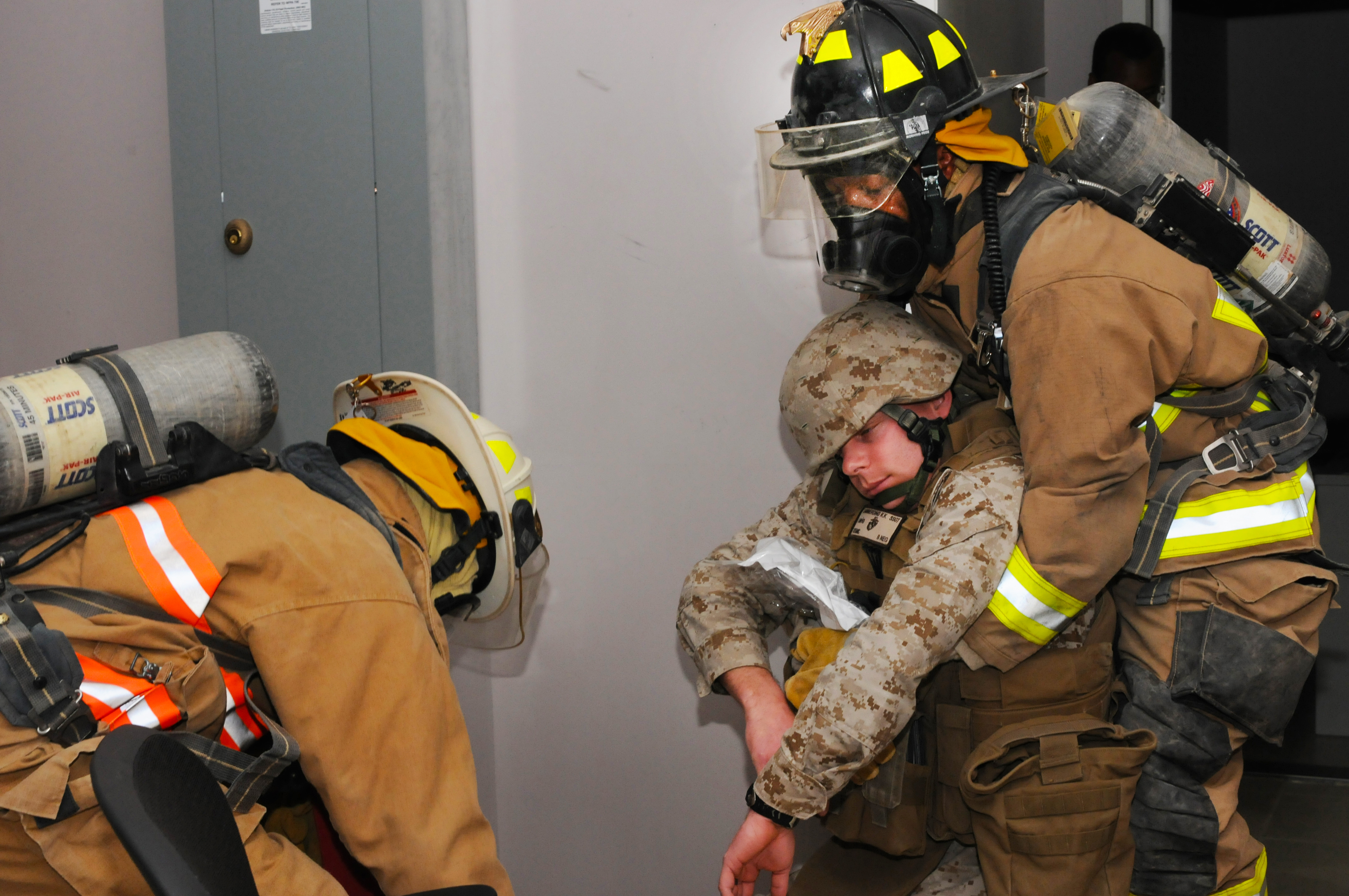
火災を想定した防災訓練（アフガニスタン、2012年）

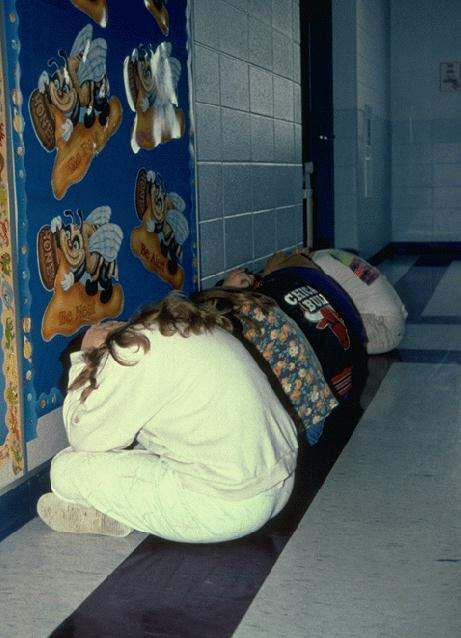
竜巻に備えた訓練で、廊下の壁に近い場所で頭を抱えて小さくなるアメリカの生徒。

防災訓練（ぼうさいくんれん）とは、災害などに備えた訓練一般を指す。

## 概要
古くは、バケツリレーなどの集団行動的なものが多かったが、現代では消火器の取り扱い、土嚢の作製、迅速な避難など、火災消火を主としたものから地震や水害への対処など広範囲に渡って訓練を行う様になった。古い防災訓練は江戸の町火消に見られる様に梯子を使ったものなどがあり、正月の出初式等に受け継がれている。
日本では関東大震災のあった9月1日を、1960年に防災の日と定め、国を挙げての防災訓練が行われている。南関東直下地震（首都直下地震）の発生が想定される南関東では、九都県市合同防災訓練の一環として各都県市で総合防災訓練が行われる。その他、静岡県では7月第一土曜日を「地震津波対策の日（1993年北海道南西沖地震に拠る）」、12月第一日曜日を「地域防災の日（1944年東南海地震に拠る）」、江東区では防災関係機関訓練と地域訓練、また、福井市では6月28日（福井地震）から7月18日（福井豪雨）までを「皆で防災を考える21日間」として、いずれも県・市をあげて防災訓練が行われる。また、阪神・淡路大震災のあった1月17日頃にも行われる。

## 主な防災訓練

### 大規模交通事故を想定した防災訓練
トンネル内事故による、火災発生時の訓練、高速道路の多重衝突事故による訓練。

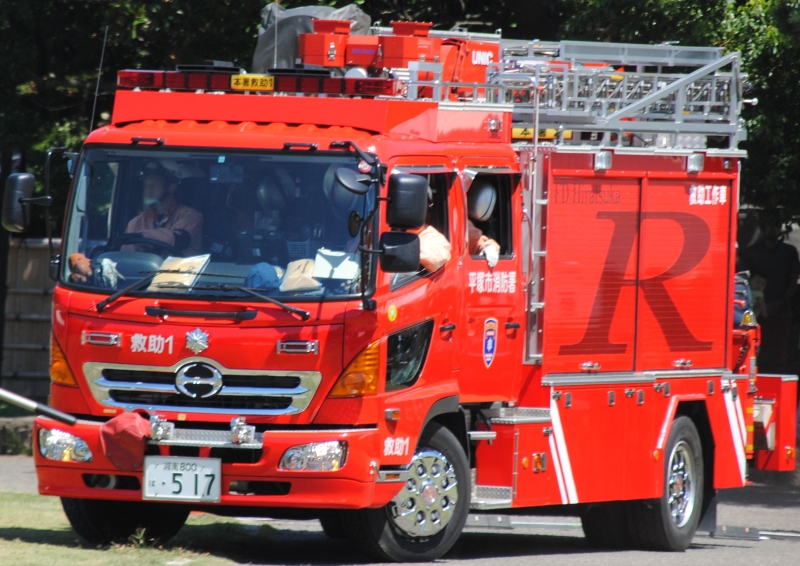
交通事故訓練に参加する 平塚市消防本部の救助工作車

### 水害を想定した防災訓練
主に、河川の流域地域で行われる。主な物は堤防の決壊に供えた土嚢の作製、水防工法の実施、決壊時の避難、誘導、水難救助訓練などである。水防訓練ともよばれる。

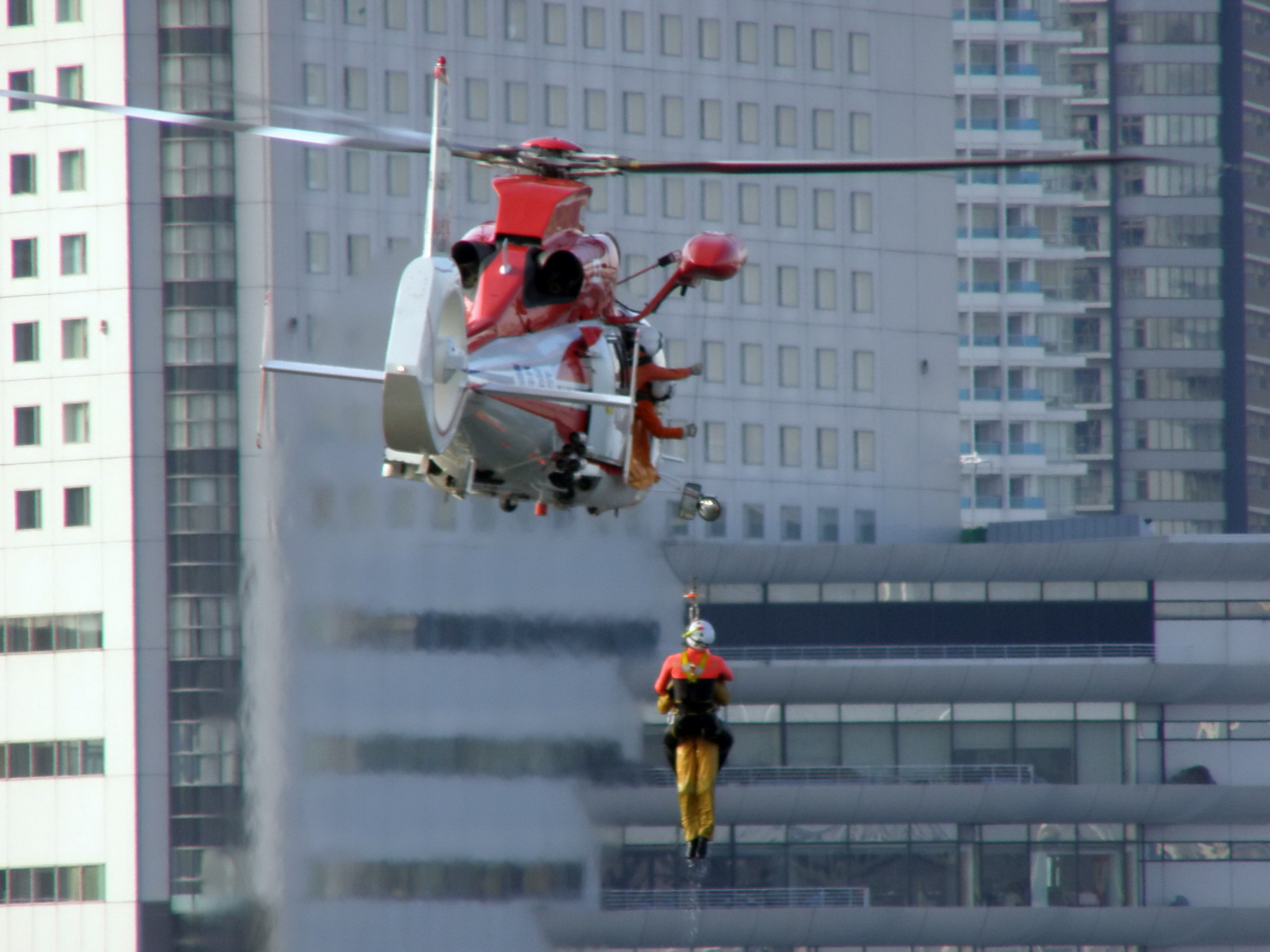
横浜市消防局消防航空隊による 水難救助訓練

### 火災を想定した防災訓練
主に初期消火を目的とした訓練が主だが、消防署などではコンビナート火災、ビル火災など様々な火災に対応した訓練が行われている。
近年、レスキュー用の設備が充実したため、レスキューを含めた訓練の充実が図られる様になった。
コンビナート火災に於いては周辺住民の避難訓練も行われる事がある。

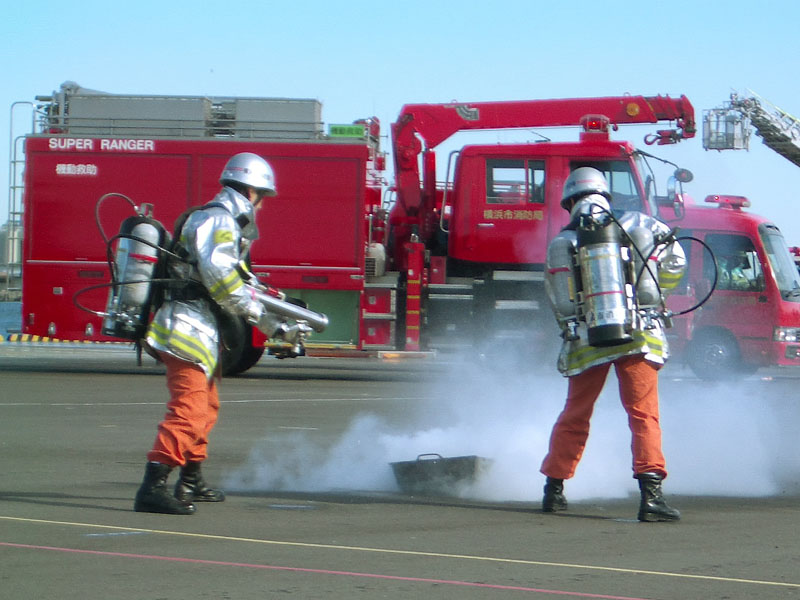
インパルス消火システムを使った消火訓練
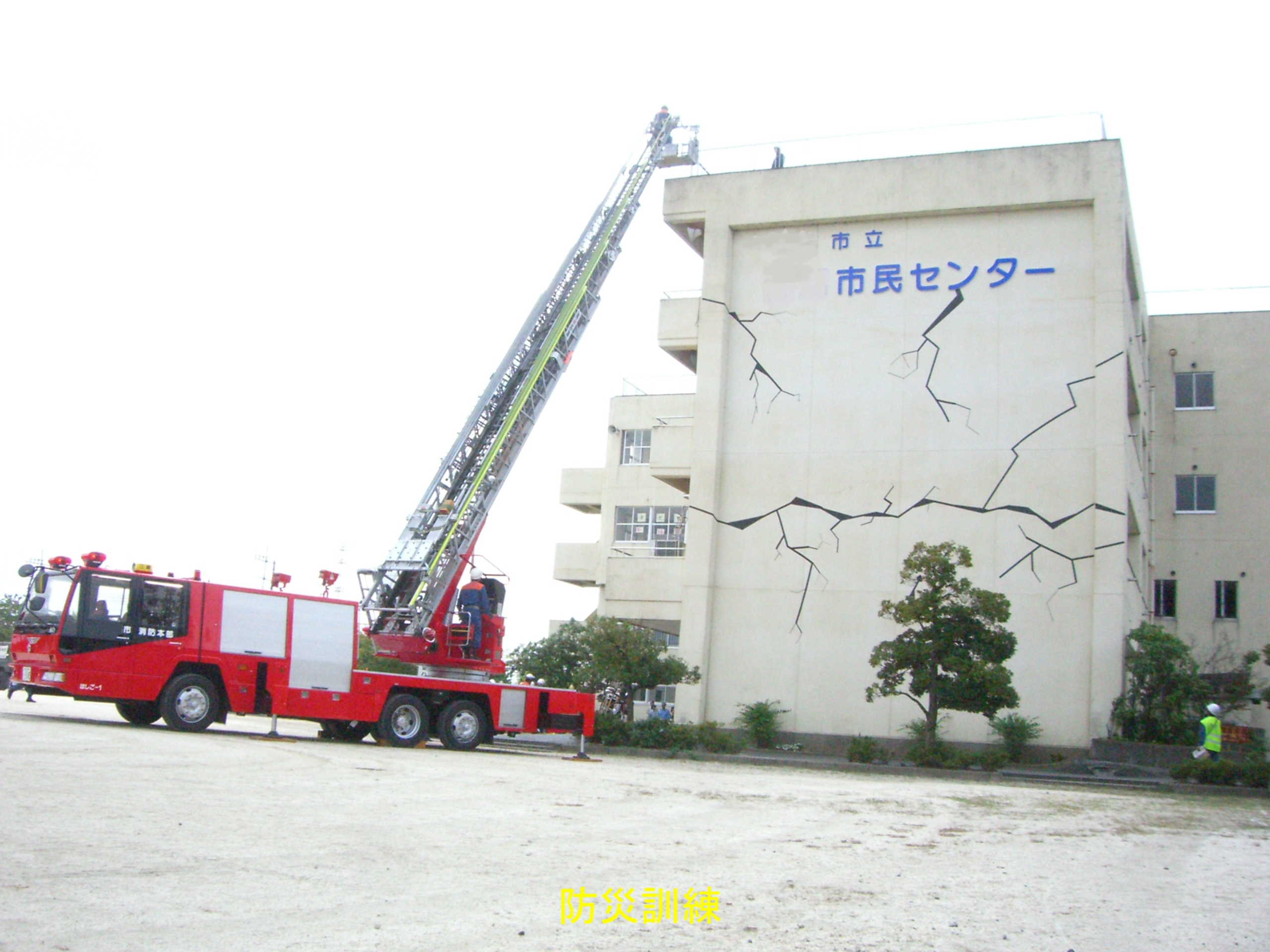
はしご車による救助訓練 （2007年9月2日撮影）
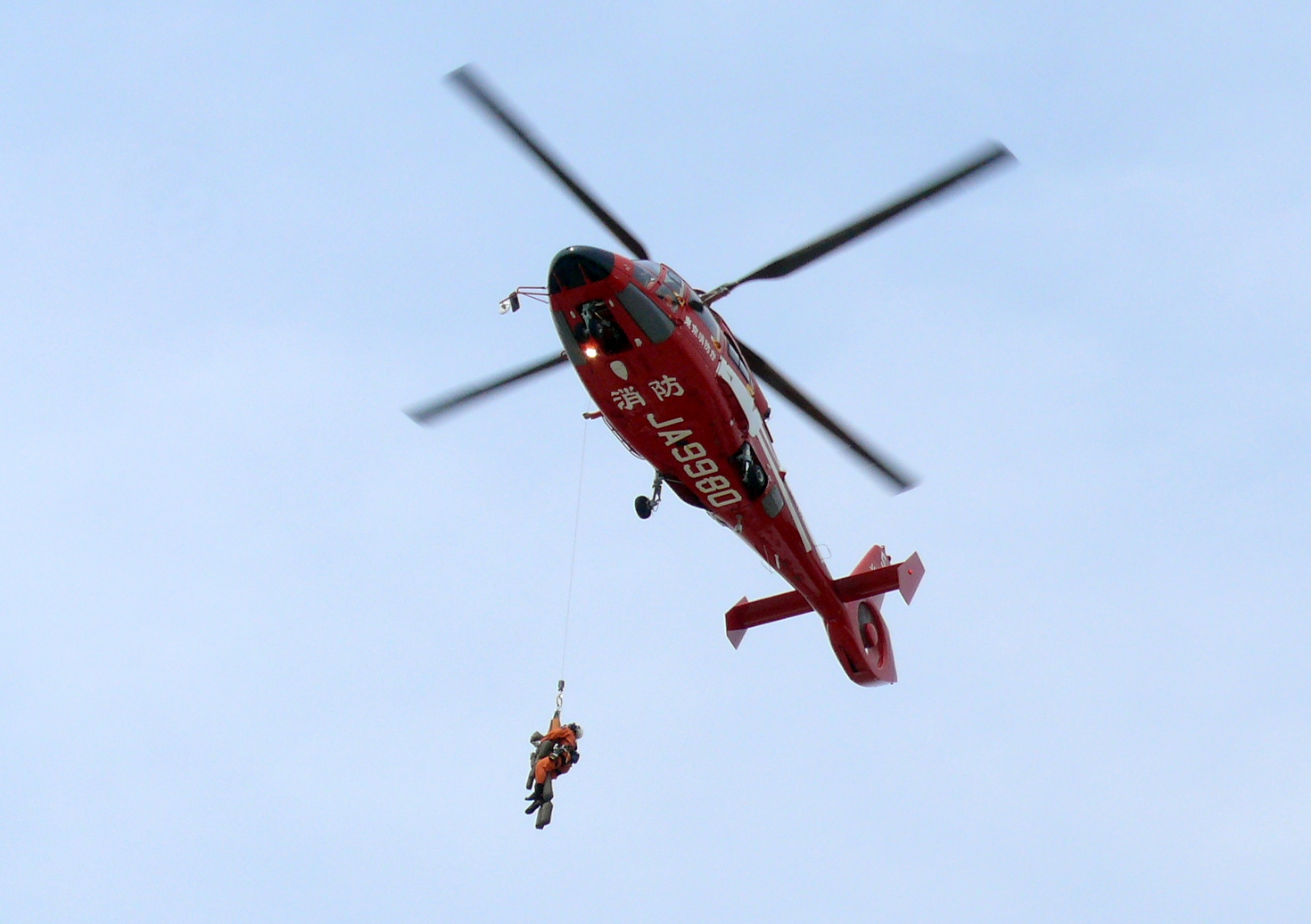
東京消防庁航空隊 消防ヘリコプターによる 高層建物救助訓練

### 地震を想定した防災訓練
火災訓練に加え、大規模な避難訓練、救助訓練が加わる。特に、阪神・淡路大震災以降最も重要視されている訓練でもあり、防災の日に行われる訓練は地震を想定した物である。おもに関東から東海地方など近い将来、震災が想定される地域では、防災の日には地震時を想定した自治会自主防災会による近隣の救助訓練、小学校の集団避難・集団下校などの訓練が行われる。
地震等による建物の倒壊や土砂崩れなど、生き埋めとなった被災者を捜索救助するにあたり、災害救助犬の活用を想定した警察・消防・自衛隊等の防災関係機関との連携訓練が行われる。また、津波の影響を受けると思われる沿岸部では津波を想定した高台への避難訓練も実施されている。
大阪府では年1回、大阪府下全域を対象とした世界でも類を見ない大規模な「大阪880万人訓練」が2012年（平成24年）9月5日から実施されている。自治体・消防・警察・企業などの連携確認をはじめ、府内にいる人々にも緊急速報メール（訓練用）が配信される。
東京消防庁では、地震とそれに伴う火災の発生を複合的に想定した発災対応型防災訓練を実施している。

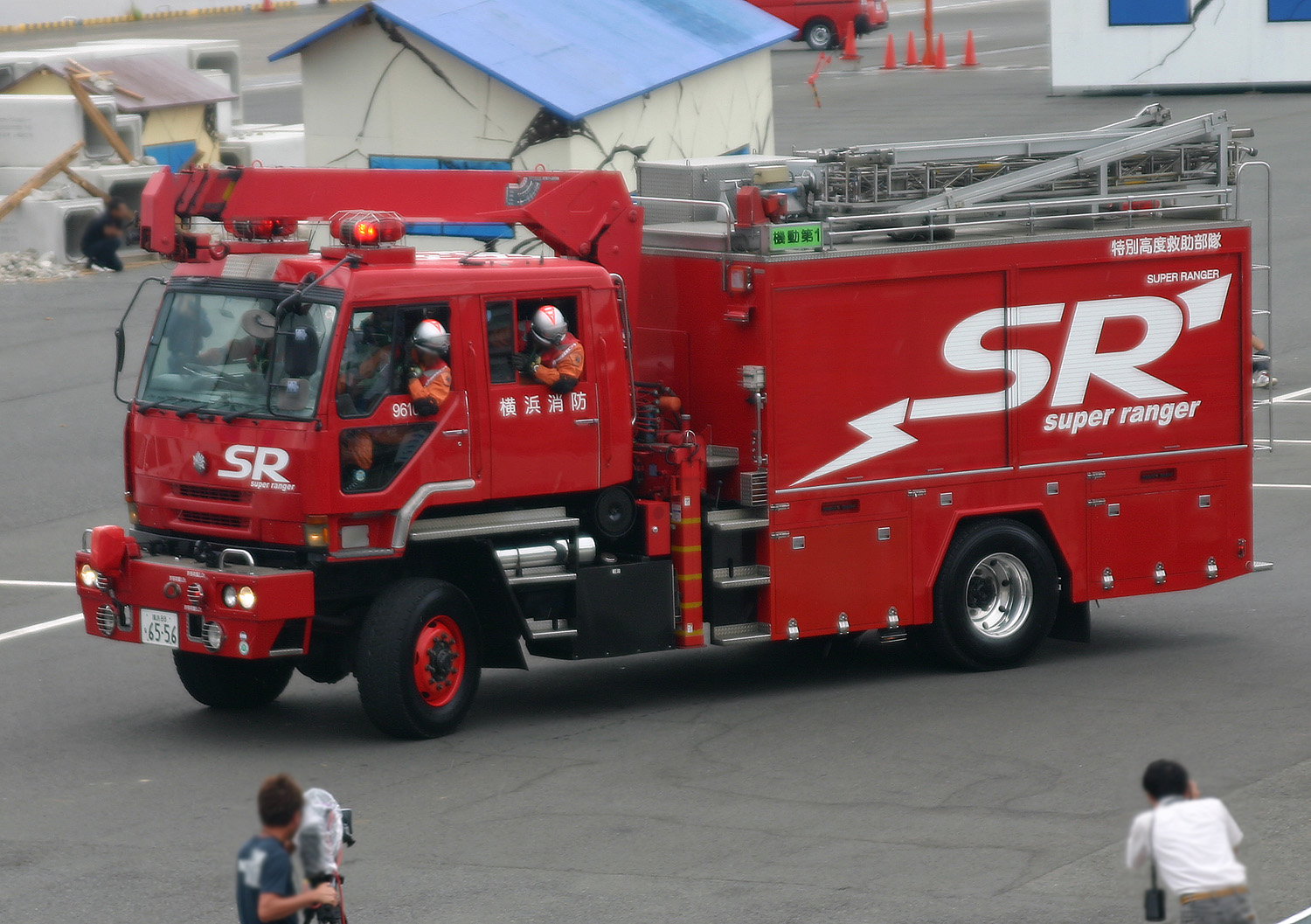
九都県市総合防災訓練（横浜市会場） 横浜市消防局特別高度救助部隊 救助工作車
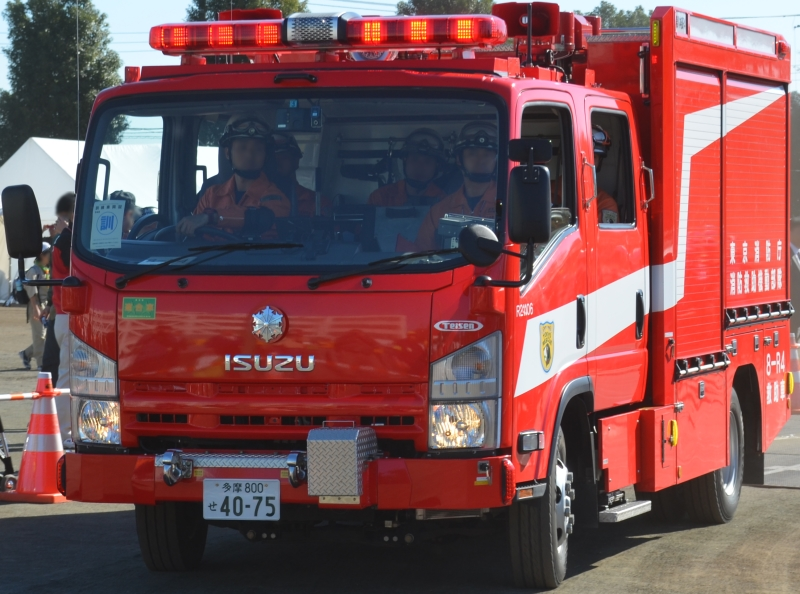
九都県市総合防災訓練（東京都会場） 東京消防庁 消防救助機動部隊 ハイパーレスキュー
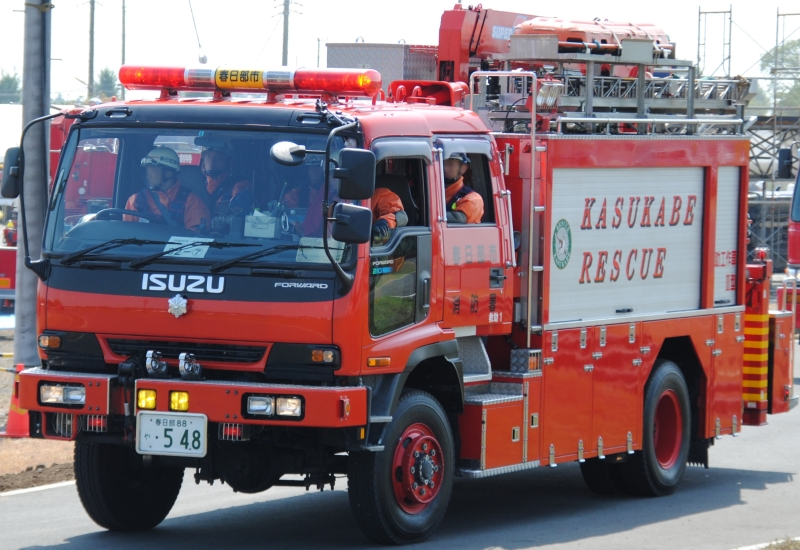
九都県市総合防災訓練（埼玉県会場） 春日部市消防本部 特別救助隊
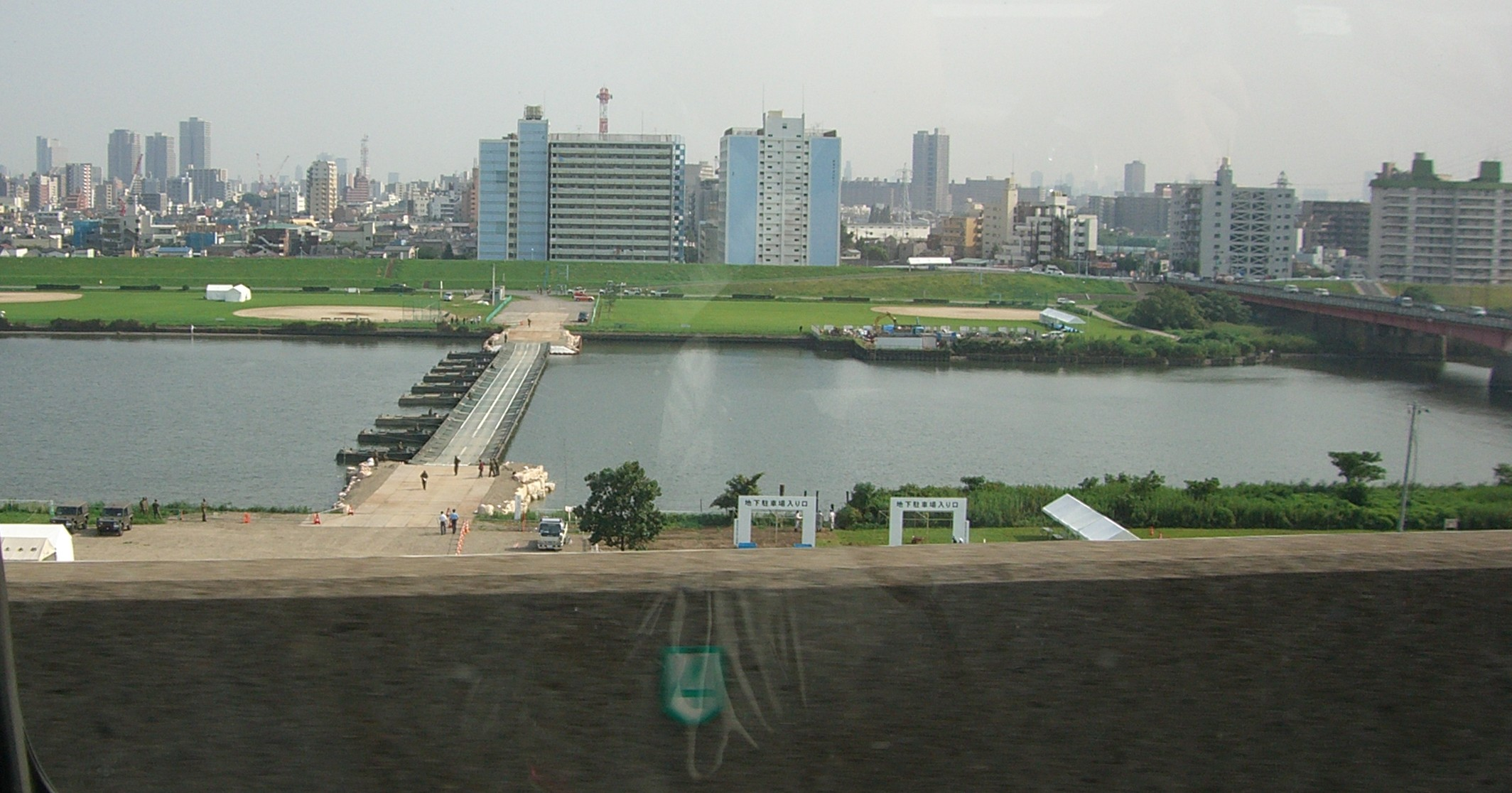
八都県市合同防災訓練 荒川北千住付近仮設橋訓練（2006年8月31日撮影）
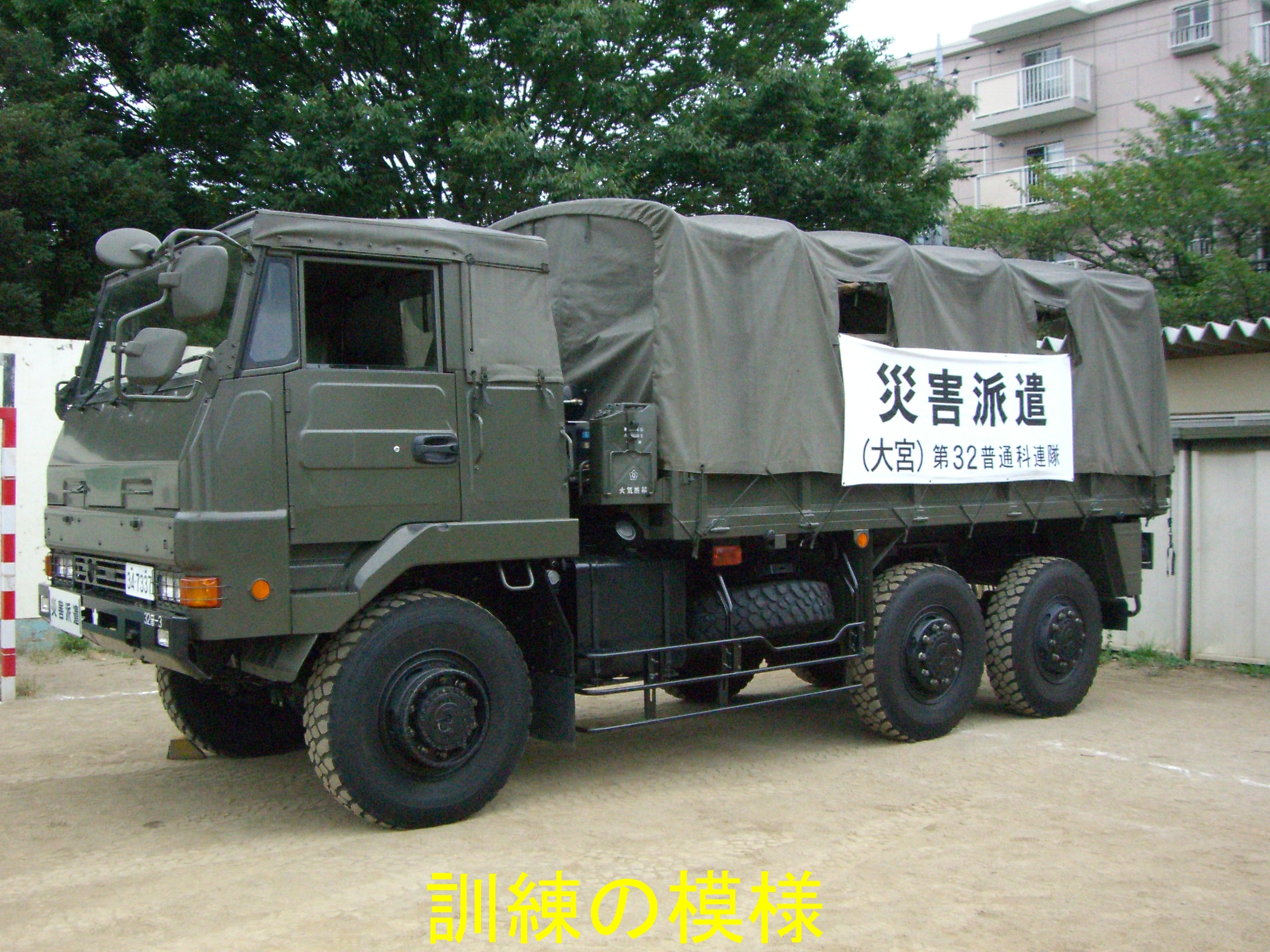
自衛隊 （2006年8月27日撮影）
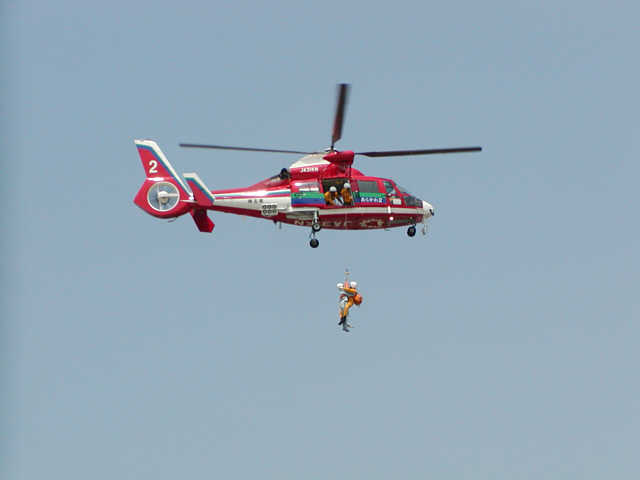
救出訓練 埼玉県防災航空隊 消防防災ヘリコプター「あらかわ２号」による救助訓練 （2002年8月25日撮影）

#### 揺れ体験訓練
想定される地震動に相当する強い揺れを擬似体験する訓練。
「起震車」を用いて、驚くような縦揺れと、小幅ながら強烈な短周期の横揺れを体験させることが一般的。
最近では、防災訓練の多様化に伴い、オフィスやマンションなど室内に設置できる「地震ザブトン」が用いられる場合も多い。様々なメニューがある中、阪神淡路大震災時の神戸市須磨区の地震波では、建物の倒壊や家具転倒をもたらした大きな横揺れを体験できる。また、東日本大震災時に観測された地震波では、2分近く続く長時間の揺れを体験できる。現在、高知県黒潮町や四万十町の津波避難訓練にも活用されるなど、より一層の自助推進啓発に役立てられている。

#### 救出・搬送訓練
建物の倒壊・家具の転倒による救出訓練、担架・簡易担架・毛布・非常用階段避難車による搬送訓練。

#### 救護訓練
三角巾の使い方、止血法、AED、救急救命士等によるトリアージ訓練など。

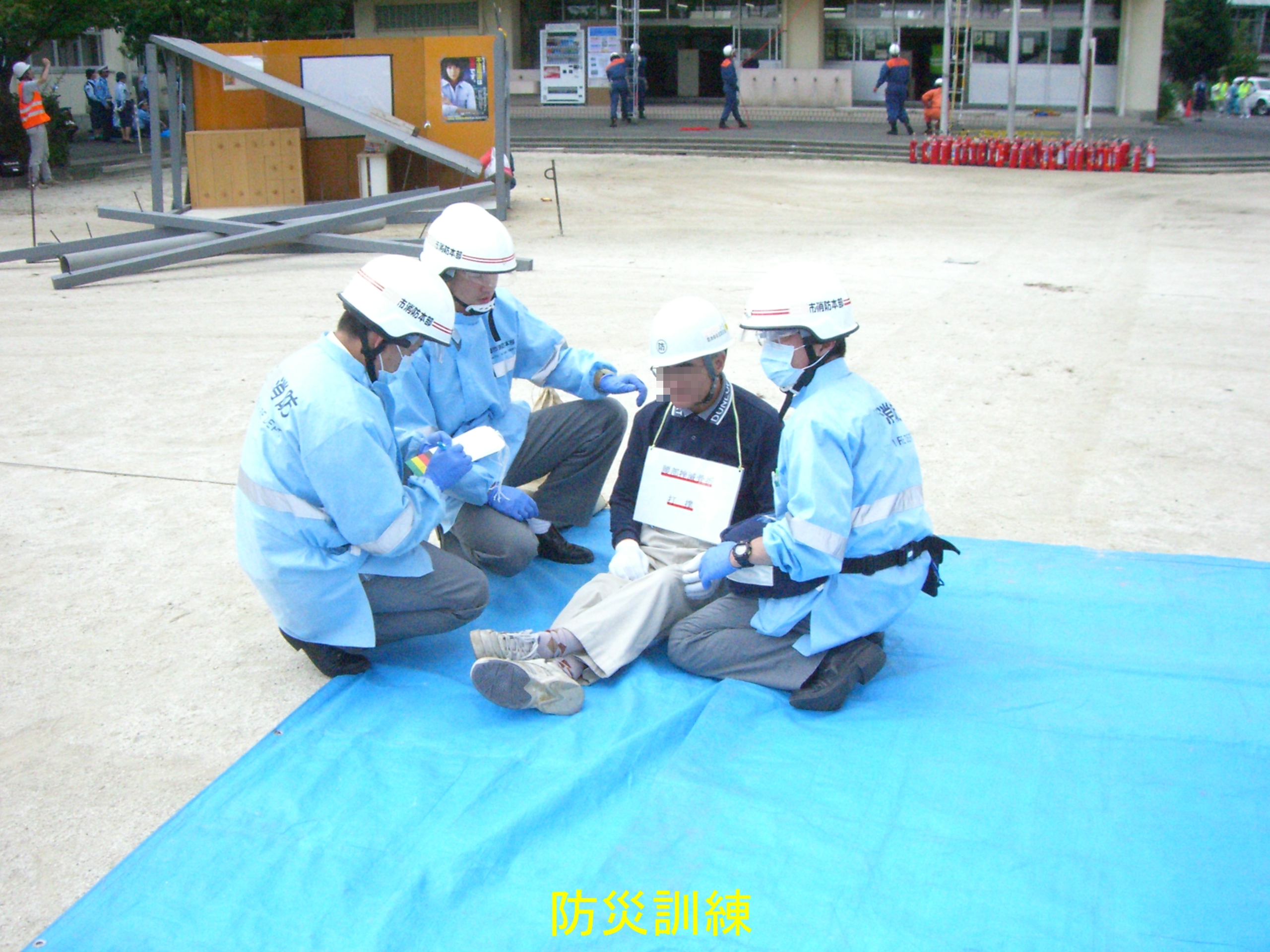
救護訓練 トリアージ訓練 （2007年9月2日撮影）
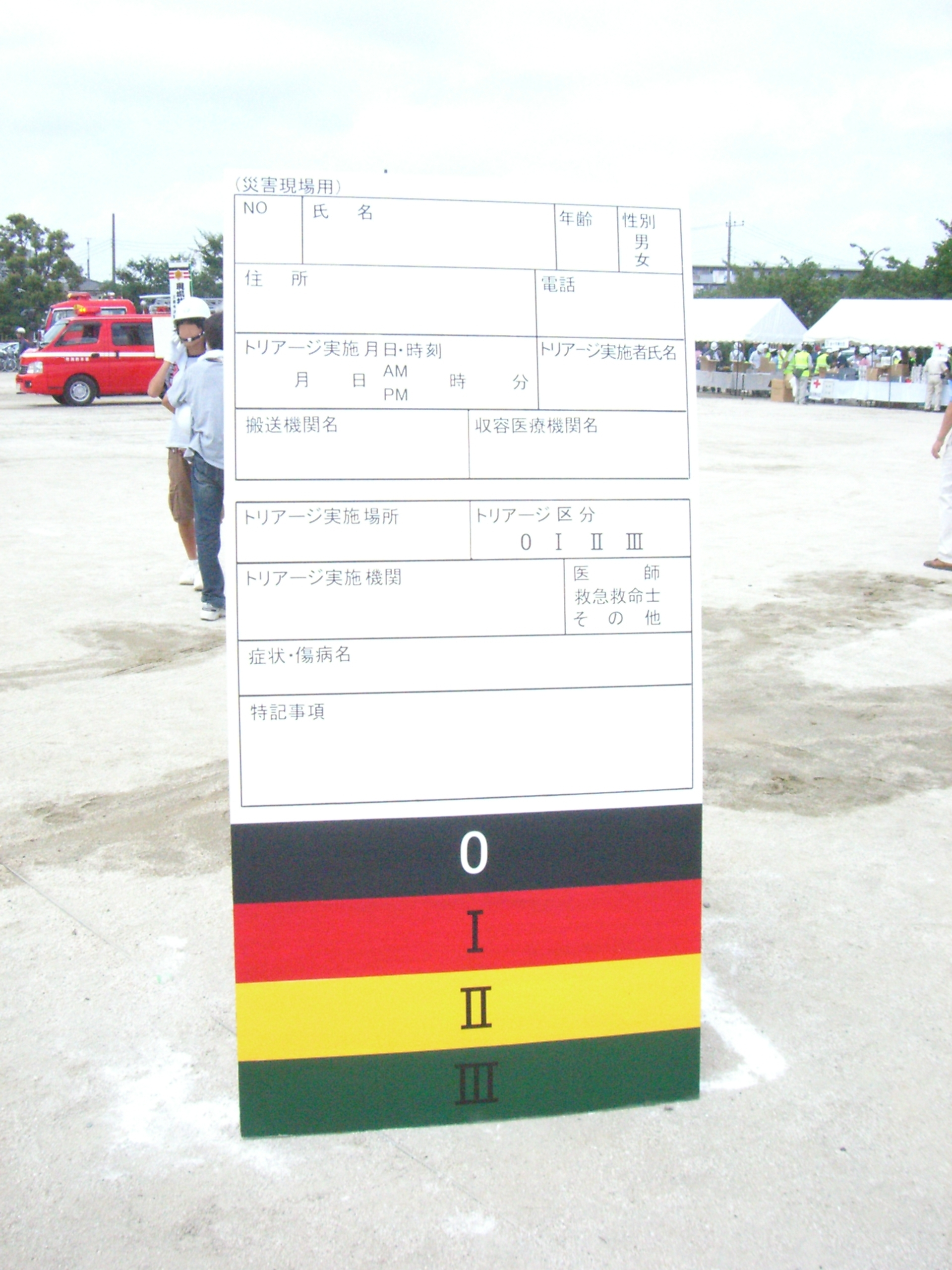
災害用トリアージ （2007年9月2日撮影）

#### 情報伝達訓練
アマチュア無線・郵便局員・災害時協定業者等のよる、情報伝達・被害状況伝達訓練。

#### 避難所訓練
大震災の発生により避難所が開設された設定で、1泊2日の泊まり込み訓練が行なわれる。ライフラインのうち水道・ガス・電気は途絶したものとして使用が制限される。

#### 炊き出し訓練
ライフライン、水道・ガス・電気が途絶した想定で、自主防災会等による食料調理の炊き出しの訓練。

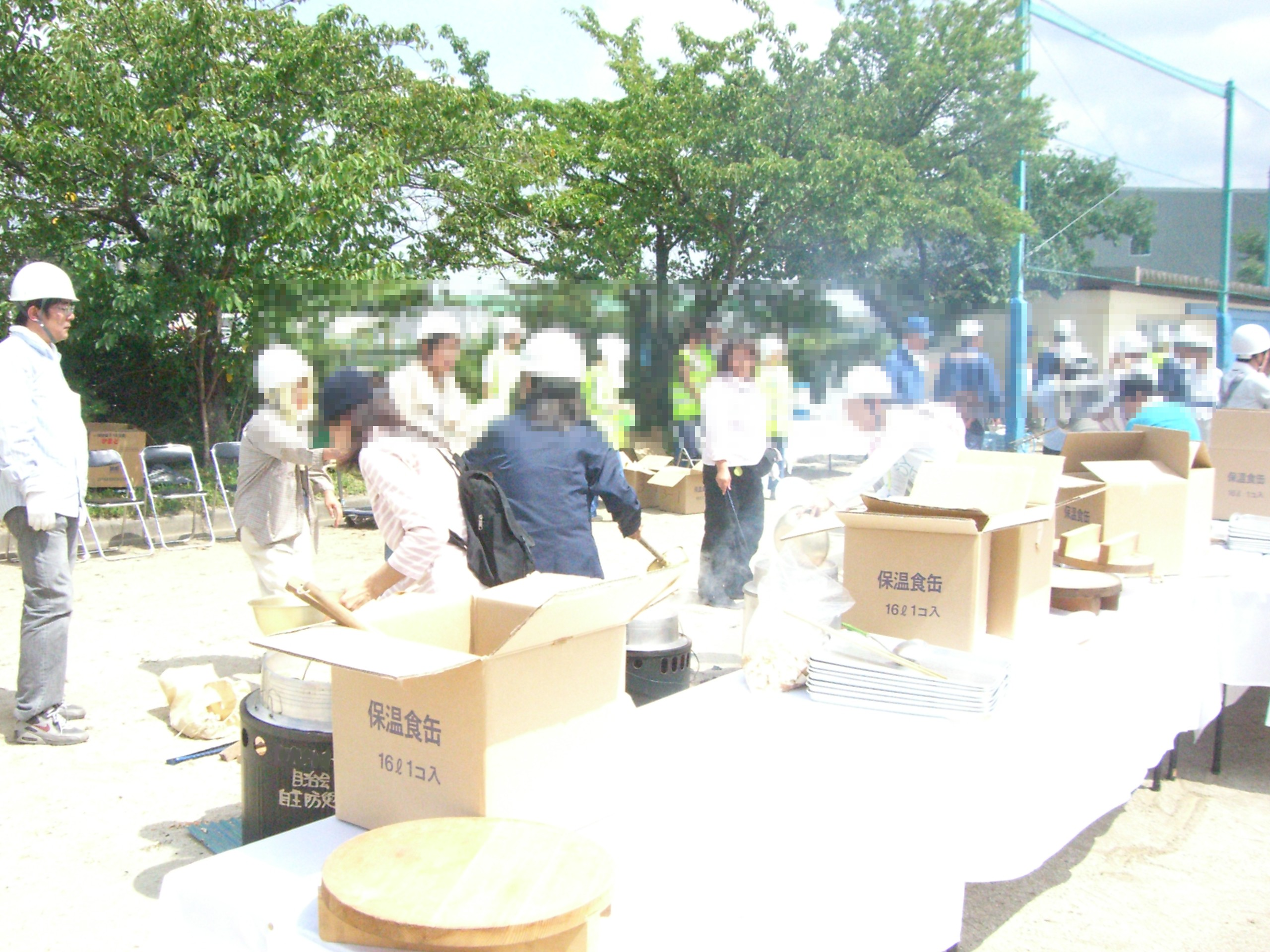
炊き出し訓練 （2007年9月2日撮影）

#### 帰宅訓練
帰宅困難者：都心より自宅への帰宅を徒歩で実施する。

### 船舶事故を想定した防災訓練
船舶からの救出、船舶消火など海上での訓練が主に行われる。

### 航空機事故を想定した防災訓練

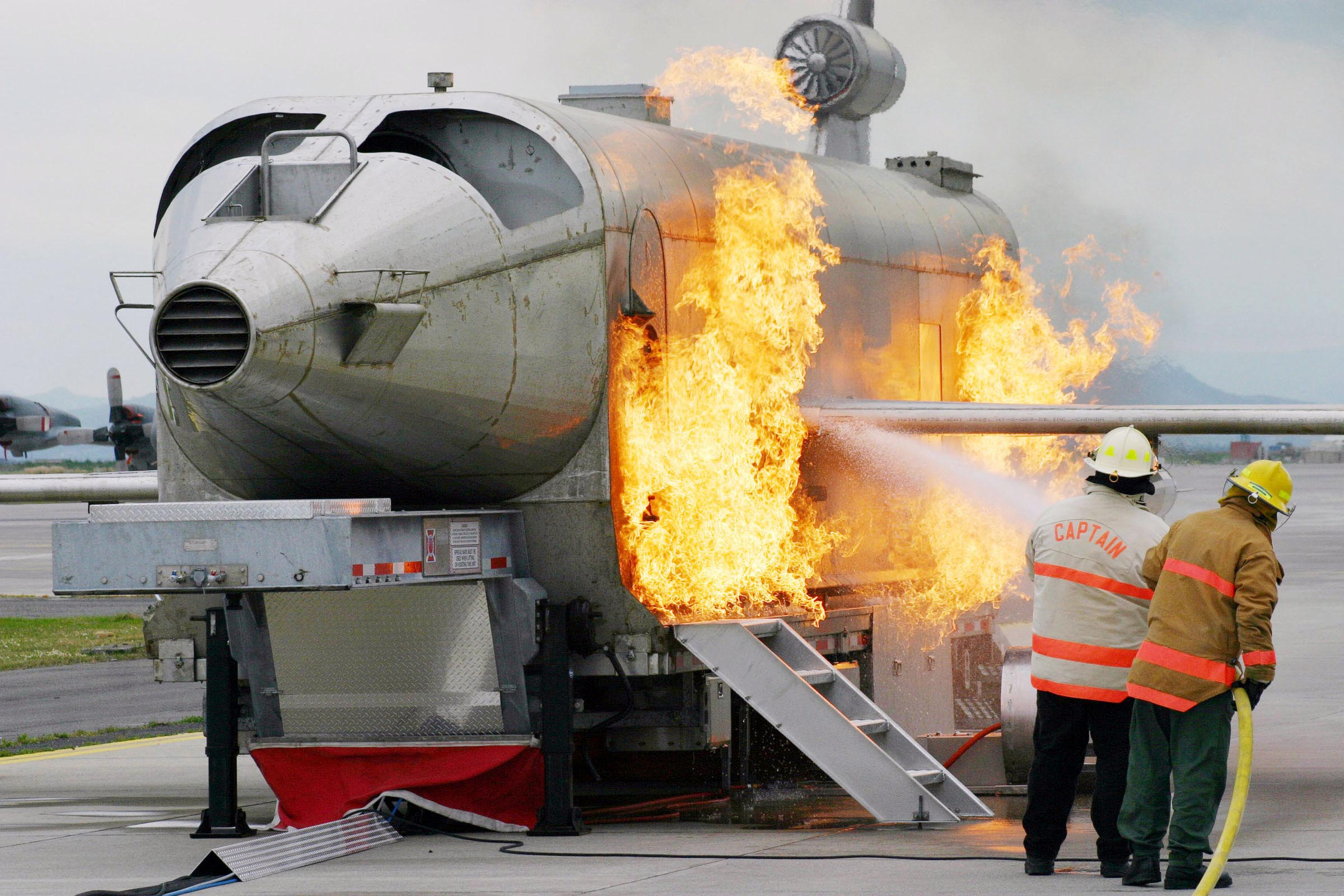
航空機火災の消火訓練用設備（Aircraft fire trainer）

航空機からの脱出・救出、航空機火災消火など空港での訓練が主に行われる。

### 毒・劇物を想定した防災訓練
主に、地下鉄などでのNBCテロ活動などを想定した特殊災害訓練が行われる。テロ活動以外には、危険物の火災、事故などを想定した訓練が行われる。

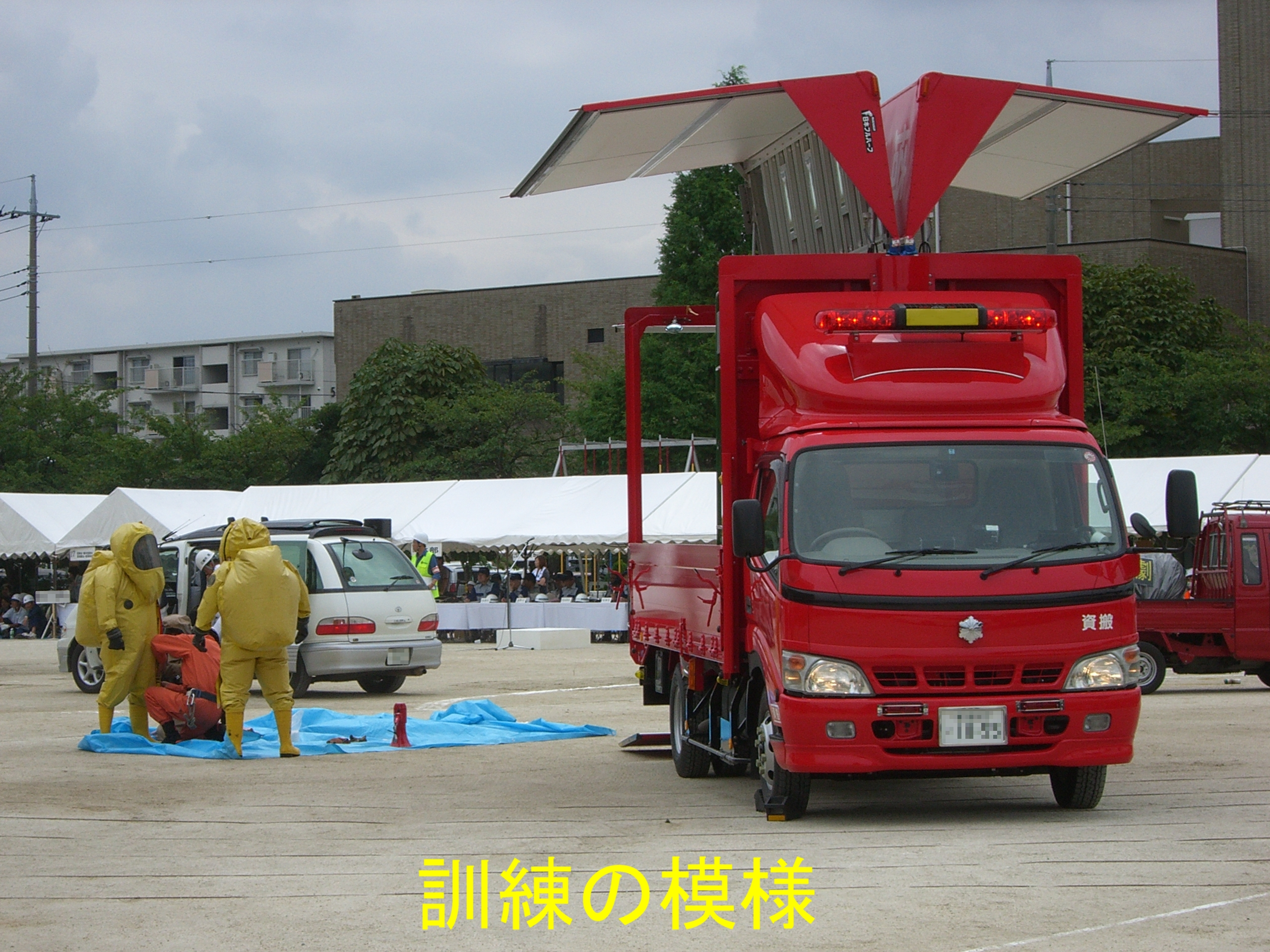
化学兵器001 （2006年8月27日撮影）
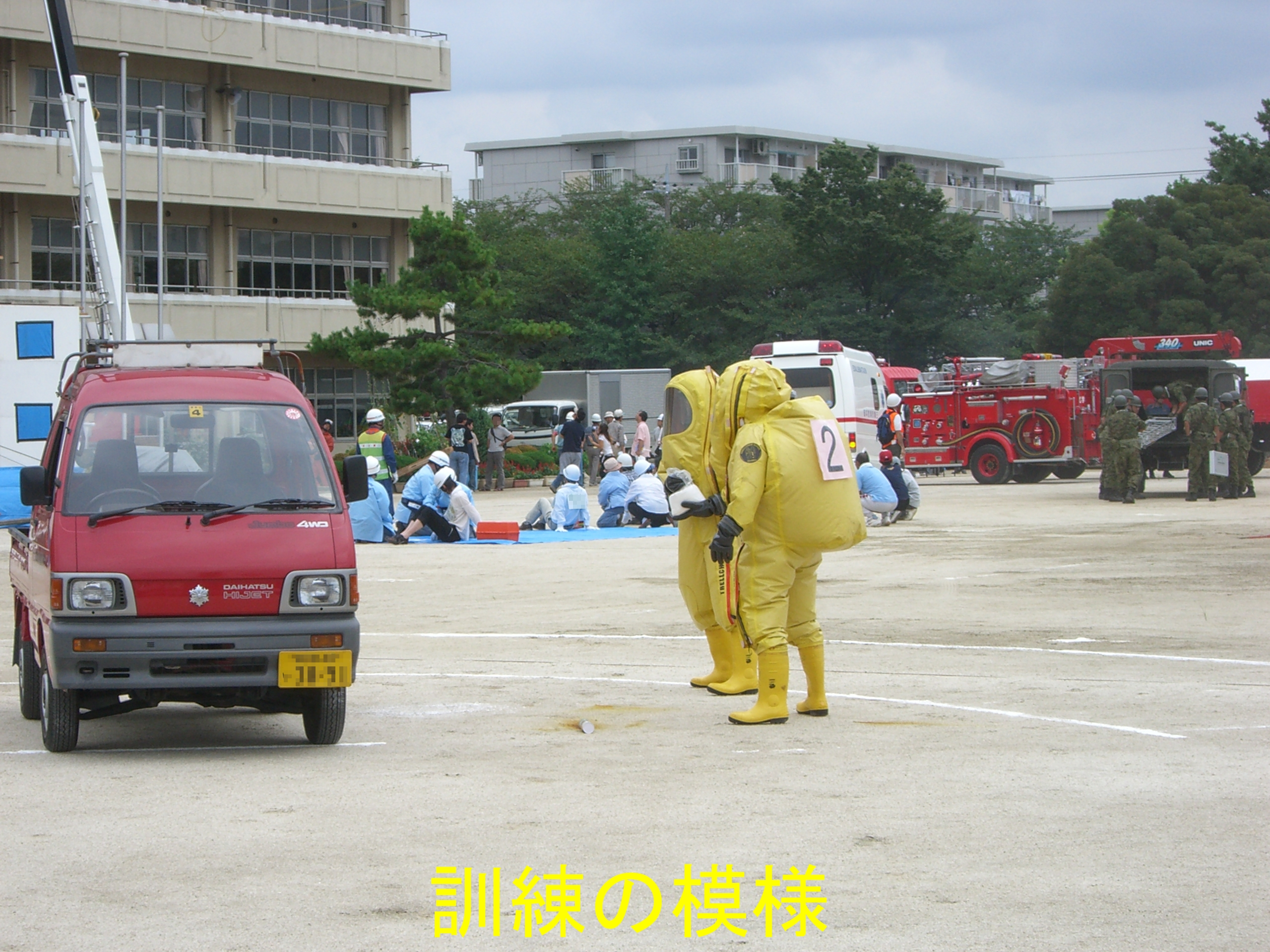
化学兵器002 （2006年8月27日撮影）
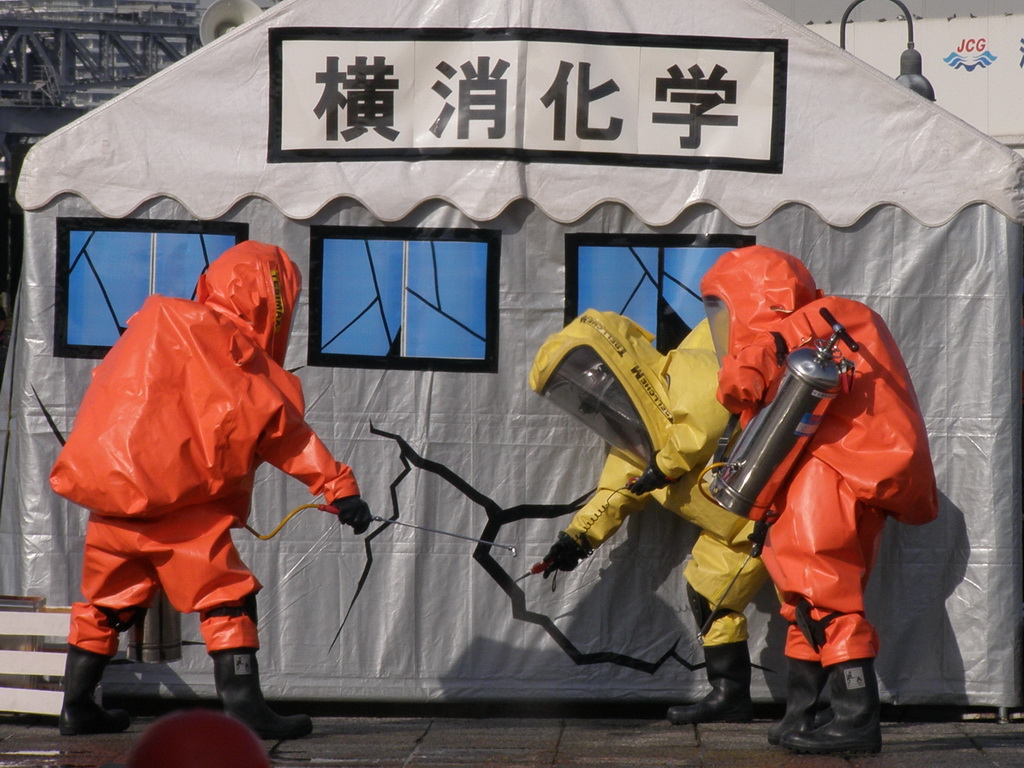
横浜市消防局の出初式 NBC災害対応除染訓練
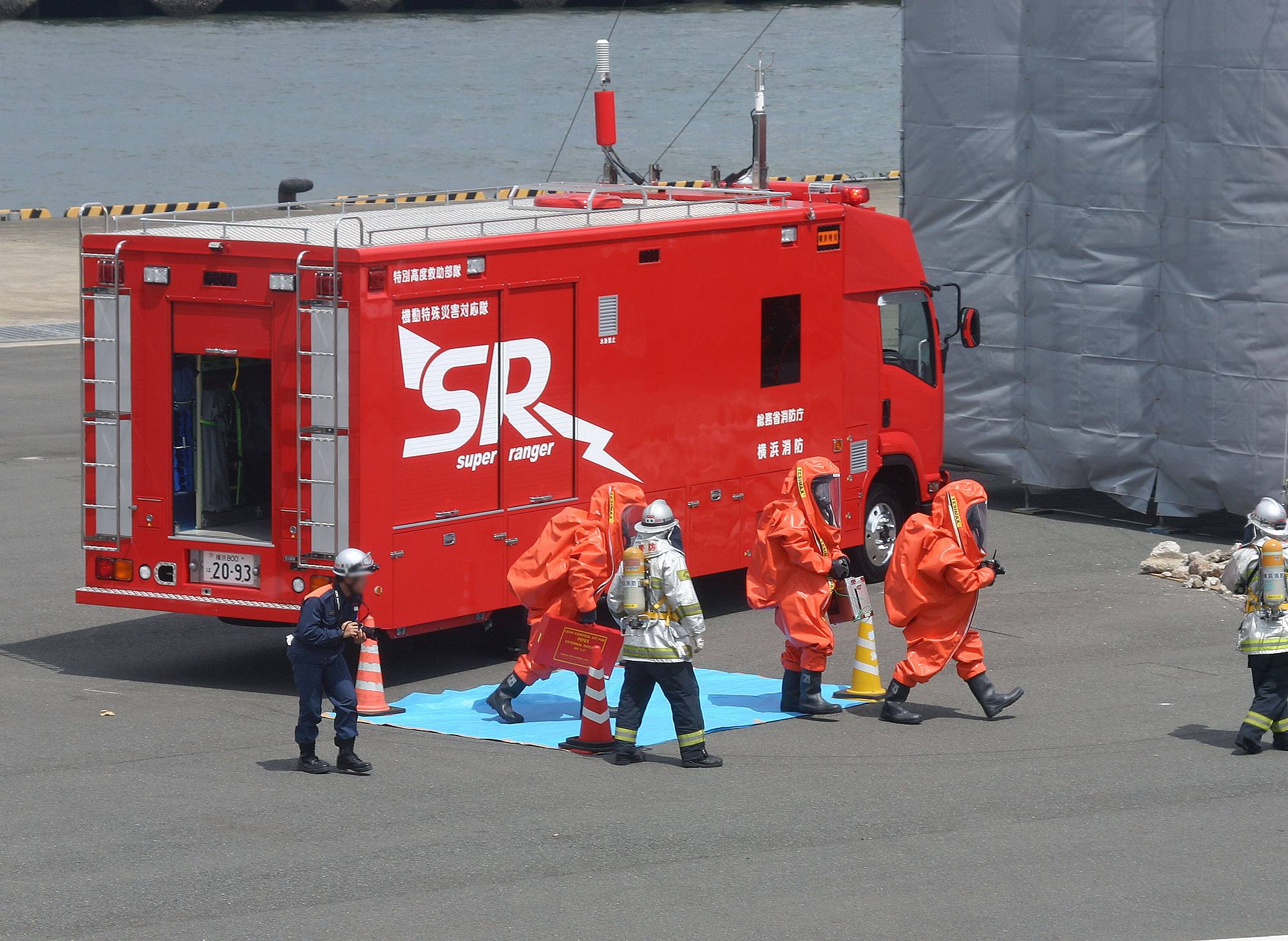
九都県市総合防災訓練 NBC災害対応訓練

### 原子力発電所災害を想定した訓練
原子力発電所の事故に対応した訓練。

### スクールシューティング対策
スクールシューティング対策の訓練は、Lockdown drill（ロックダウンドリル）という。この訓練は、2017年度のアメリカ合衆国教育省の調査では、公立学校の95％以上で一般的に行われている。非営利団体Everytown for Gun Safetyによる調査では、アメリカ合衆国の40州以上が訓練を義務化している。ただし、調査では訓練を受けた子供の40％に抑うつなどの精神障害を経験し、過去に事件を経験した人間は訓練中にパニックを起こす事も確認される。また専門家は、このような訓練は、襲撃者においても戦訓となると指摘する。このような事情から、2024年時点ではガイドラインの見直しが求められている。

## 関連法令
- 災害対策基本法
- 消防法
- 水防法
- 大規模地震対策特別措置法